# 김민지 (1983년)
김민지(1983년 ~ 2025년 6월 10일)는 대한민국의 작가이다. 
《현명한 부모는 적당한 거리를 둔다》의 저자이며, 학력·경력 및 추천사 위조 의혹이 제기되며 큰 사회적 화제가 되었고, 이로 인한 심리적 충격과 논란 속에서 극단적 선택으로 세상을 떠났다.